# كأس لبنان للسيدات 2018–19
كأس لبنان للسيدات 2018–19 هي النسخة الحادية عشر من كأس لبنان للسيدات، أعلى بطولة كأس كرة قدم نسائية للأندية في لبنان.
لعبت البطولة بين 19 كانون الثاني 2018 و9 شباط 2019 بمشاركة 13 فريق، وحقق اللقب نجوم الرياضة للمرة الثالثة في تاريخه بعد فوزه 1–0 في النهائي على ذوق مصبح.

## الجولة الأولى
شارك في الجولة الأولى 10 فرق، وتأهل منها 5 فرق إلى ربع النهائي. لعبت المباريات في 19 و20 كانون الثاني 2019.
| رقم المباراة                          | الفريق المضيف          | النتيجة | الفريق الضيف   |
| ------------------------------------- | ---------------------- | ------- | -------------- |
| 1                                     | الأدب والرياضة كفرشيما | 1–0     | هوبس           |
| 2                                     | الثقافي شحيم           | 7–1     | الشباب العربي  |
| 3                                     | جبل الشيخ              | 0–7     | السلام زغرتا   |
| 4                                     | النجوم طيردبا          | 1–1     | يونايتد طرابلس |
| يونايتد طرابلس فاز 4–2 بركلات الترجيح |                        |         |                |
| 5                                     | أكاديمية بيروت         | 0–7     | بيريتوس        |

## ربع النهائي
شارك في ربع النهائي 8 فرق، وتأهل منها 4 فرق إلى نصف النهائي. لعبت المباريات في 27 كانون الثاني 2019.
| رقم المباراة | الفريق المضيف       |      | الفريق الضيف           |
| ------------ | ------------------- | ---- | ---------------------- |
| 1            | نجوم الرياضة        | 12–1 | السلام زغرتا           |
| 2            | ذوق مصبح            | 10–0 | يونايتد طرابلس         |
| 3            | بيريتوس             | 8–0  | الثقافي شحيم           |
| 4            | الإخاء الأهلي عاليه | 1–0  | الأدب والرياضة كفرشيما |

## نصف النهائي
شارك في نصف النهائي 4 فرق، وتأهل منها فريقين إلى النهائي. لعبت المباريات في 2 و3 شباط 2019.
| رقم المباراة | الفريق المضيف | النتيجة | الفريق الضيف        |
| ------------ | ------------- | ------- | ------------------- |
| 1            | نجوم الرياضة  | 1–0     | الإخاء الأهلي عاليه |
| 2            | ذوق مصبح      | 3–1     | بيريتوس             |

## النهائي
شارك في النهائي ناديي نجوم الرياضة وذوق مصبح، وهما نفس الفرق التي تشارك في آخر نسختين. لعبت المباراة في 9 شباط 2019.
| رقم المباراة | الفريق المضيف | النتيجة | الفريق الضيف |
| ------------ | ------------- | ------- | ------------ |
| 1            | نجوم الرياضة  | 1–0     | ذوق مصبح     |